# 安娜·滕尼克利夫
安娜·滕尼克利夫（英語：Anna Tunnicliffe，1982年10月17日—），美国女子帆船运动员。她曾代表美国参加2008年和2012年夏季奥林匹克运动会帆船比赛，其中2008年夏季奥运会获得一枚金牌。